# Список соборов Болгарии

## Болгарская Православная Церковь[1]
| Собор                             | Изображение | Митрополия               | Локализация    | Дата | Стиль | Комментарий                                                                                      |
| --------------------------------- | ----------- | ------------------------ | -------------- | ---- | ----- | ------------------------------------------------------------------------------------------------ |
| Храм-памятник Александра Невского |             | Софийская                | София          |      |       | Патриарший собор. Самый большой православный собор на Балканах.                                  |
| Собор Святого Димитрия (Видин)    |             | Видинская                | Видин          | 1890 |       | Второй по величине православный собор на Балканах.                                               |
| Успенский собор                   |             | Варненская и Преславская | Варна          | 1886 |       | Третье по величине церковное здание в Болгарии.                                                  |
| Собор Святой Недели               |             | Софийская                | София          |      |       | Предыдущая церковь на этом месте была разрушена после великого террористического акта 1925 года. |
| Собор Рождества Богородицы        |             | Велико-Тырновская        | Велико Тырново | 1844 |       |                                                                                                  |
| Собор Святого Николая             |             | Врачанская               | Враца          |      |       | митрополитский собор                                                                             |
| Собор Святых Апостолов            |             | Врачанская               | Враца          |      |       | кафедральный собор                                                                               |
| Петропавловский собор             |             | Доростольская            | Силистра       |      |       |                                                                                                  |
| Собор Святой Троицы               |             | Ловчанская               | Ловеч          |      |       |                                                                                                  |
|                                   |             | Неврокопская             | Гоце-Делчев    |      |       |                                                                                                  |
| Собор Святой Троицы               |             | Русенская                | Русе           |      |       |                                                                                                  |
|                                   |             | Сливенская               | Сливен         |      |       |                                                                                                  |
| Дмитриевский собор                |             | Стара-Загорская          | Стара Загора   |      |       |                                                                                                  |
|                                   |             |                          |                |      |       |                                                                                                  |
|                                   |             |                          |                |      |       |                                                                                                  |

## Римско-Католическая Церковь[2]
| Собор                             | Изображение | Диоцез                                  | Локализация | Дата              | Стиль     | Комментарий                |
| --------------------------------- | ----------- | --------------------------------------- | ----------- | ----------------- | --------- | -------------------------- |
| Собор Святого Иосифа              |             | Софийско-Пловдивская епархия            | София       | 2006              |           |                            |
| Собор Святого Павла Креста (Русе) |             | Епархия Никопола                        | Русе        | 1892              | неоготика |                            |
| Собор Святого Людовика            |             | Софийско-Пловдивская епархия            | Пловдив     | середина XIX века | барокко   | с 2006 года - ко-катедрал  |
| Собор Успения Девы Марии          |             | Софийская экзархия bg:Софийска екзархия | София       |                   |           | церковь болгарского обряда |